# Лючія Ґалеацці Ґальвані
Лючія Галеацці Гальвані (італ. Lucia Galeazzi Galvani; Болонья, 3 червня 1743 — 1788) — італійська вчена.

## Життєпис
Лючія була дочкою анатома Доменіко Гусмано і Паоли Міні. 1762 року вона вийшла заміж за лікаря Луїджі Гальвані, професора Болонського університету з 1775 року. 1772 року подружжя переїхало до власного будинку, де Луїджі створив лабораторію з вивчення анатомічних рефлексів тварин.
Лючія активно допомагала в експериментах з вивчення впливу електрики на відрізані лапки жаб. Вона перша звернула увагу, що в момент проскакування іскри між кулями електрофорної машини, між препарованою жабою і скальпелем теж утворюється іскра і відбувається скорочення лапки жаби. Пара також співпрацювала з Антоніо Роберто Муцці. Галеацці Гальвані також асистувала чоловікові як хірургиня і акушерка і редагувала медичні тексти чоловіка.
Вона заохочувала незалежні дослідження свого чоловіка, була порадником і організатором його експериментів до самої смерті. Через тогочасні умови їй не приписували жодної наукової роботи, яку вона, можливо, робила в лабораторії.
Померла від астми в 1788 році.